# Dragutin Đorđević
Pour les articles homonymes, voir Đorđević.
Dragutin Đorđević (en serbe cyrillique : Драгутин Ђорђевић ; né le 22 août 1866 à Loznica et mort le 9 avril 1933 à Belgrade) était un architecte serbe. Son œuvre est caractéristique des styles académique et éclectique en Serbie,.
Tous les bâtiments cités sont inscrits sur la liste des monuments culturels de la République de Serbie et protégés à ce titre.

## Réalisations à Belgrade

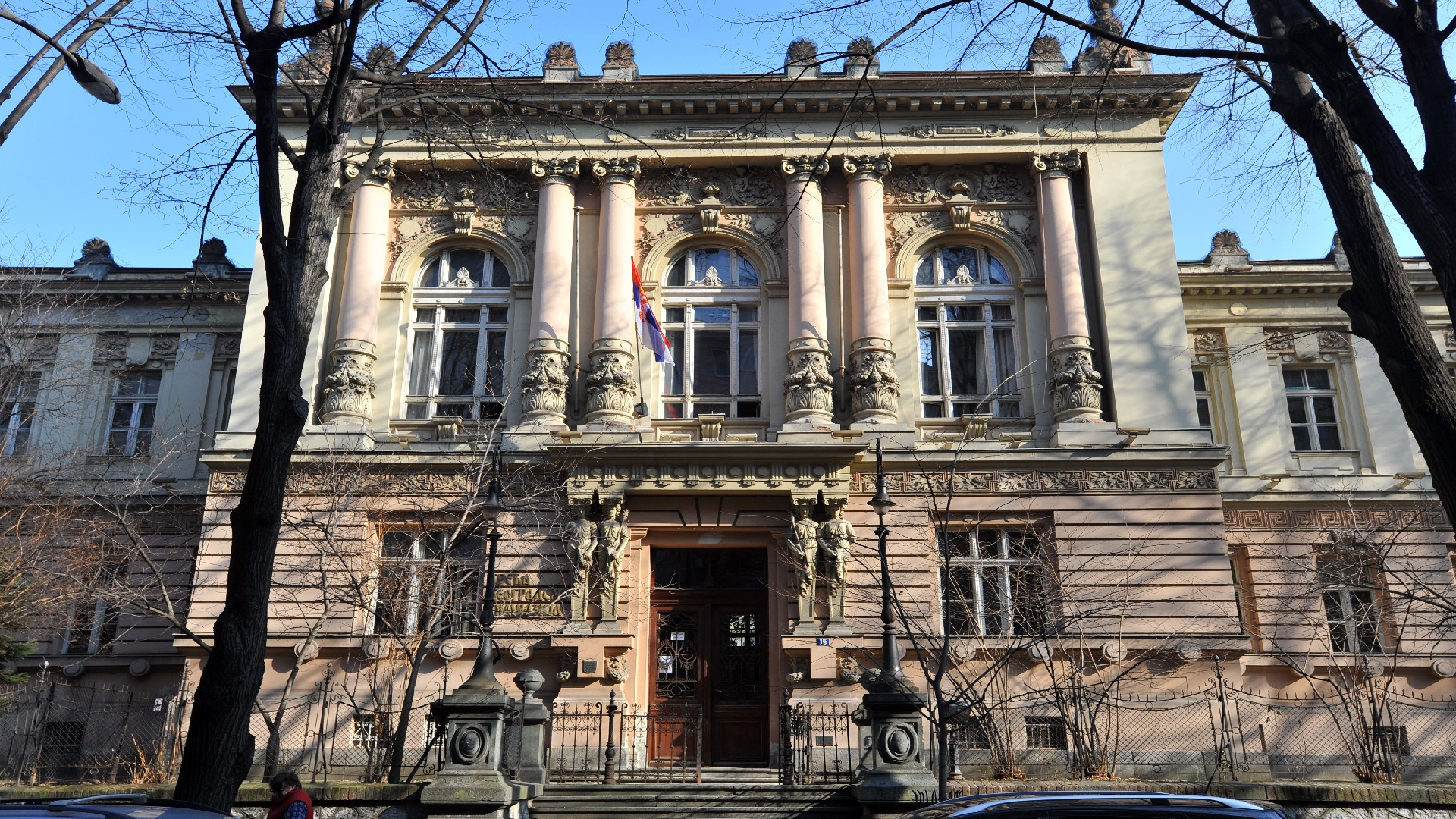
Le Bâtiment du 3e lycée de Belgrade.

Parmi ses réalisations les plus connues figure le bâtiment du 3e lycée de Belgrade construit en 1906 en collaboration avec Dušan Živanović dans un style académique ; le bâtiment est aujourd'hui inscrit sur la liste des monuments culturels de grande importance de la République de Serbie et figure aussi sur la liste des biens culturels de la ville de Belgrade.

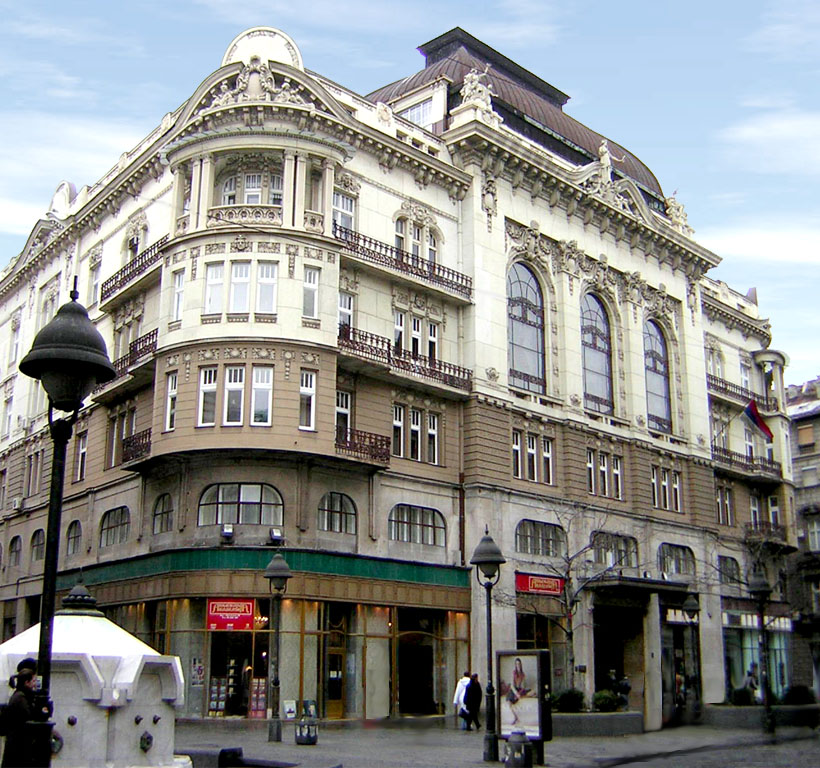
Le bâtiment de l'Académie serbe des sciences et des arts

Le bâtiment de l'Académie serbe des sciences et des arts, situé dans la rue Knez Mihailova a été construit en 1912 en collaboration avec l'architecte Andra Stevanović ; l'édifice se caractérise par son style éclectique qui mêle l'académisme néoclassique, le néobaroque et l'art nouveau ; en raison de sa valeur, l'Académie figure sur la liste des monuments culturels protégés de la République de Serbie et sur la liste des biens culturels protégés de la Ville de Belgrade,. Dragutin Đorđević a également construit la caserne du 7e régiment à Belgrade, inscrite sur la liste des biens culturels de la capitale serbe,.
Caractéristique du courant académique de l'entre-deux-guerres, la bibliothèque universitaire Svetozar Marković (71 Bulevar kralja Aleksandra), a été achevée en 1926 sur des plans de Dragutin Đorđević et Nikola Nestorović,.

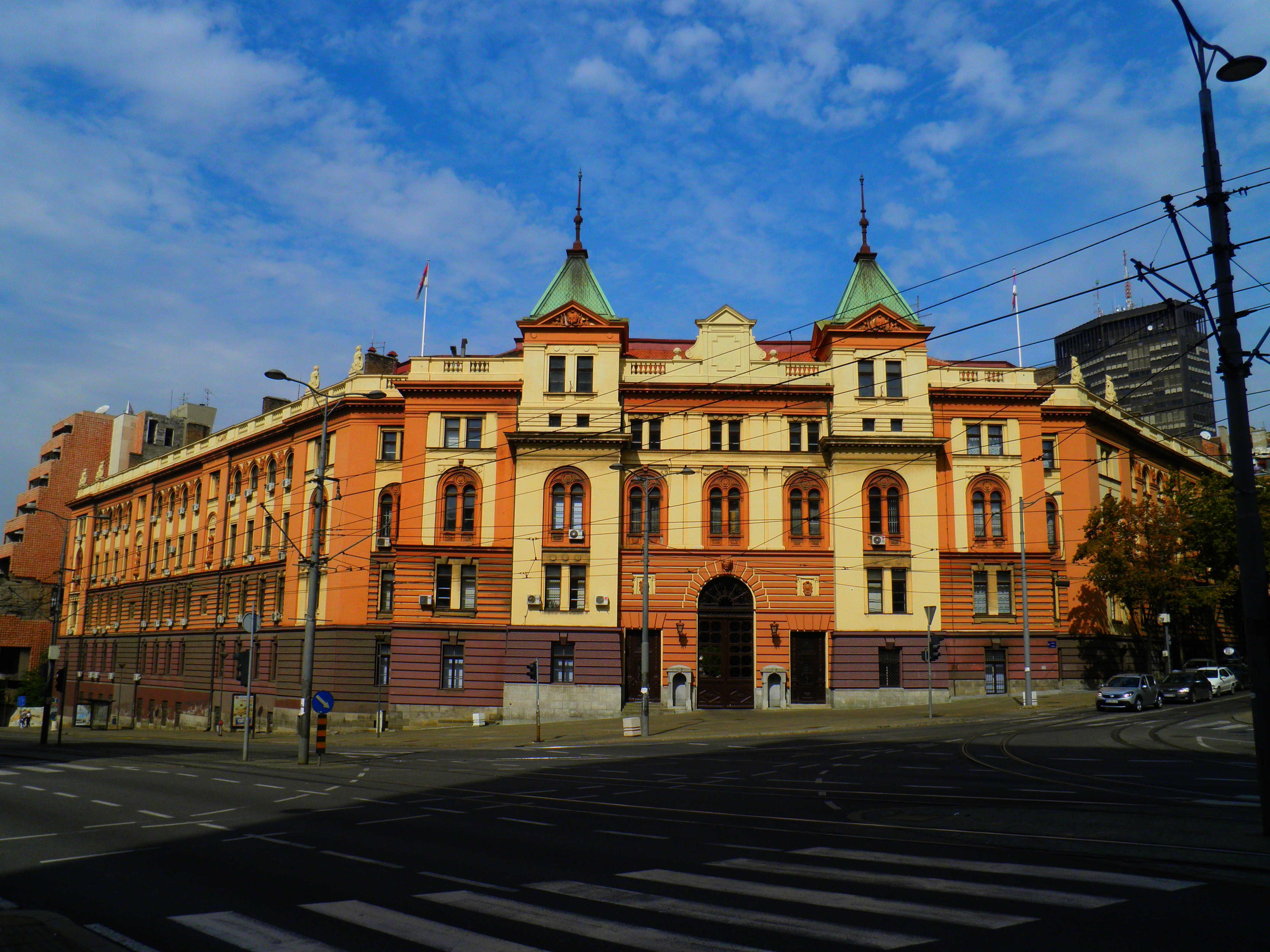
La caserne du 7e régiment à Belgrade.
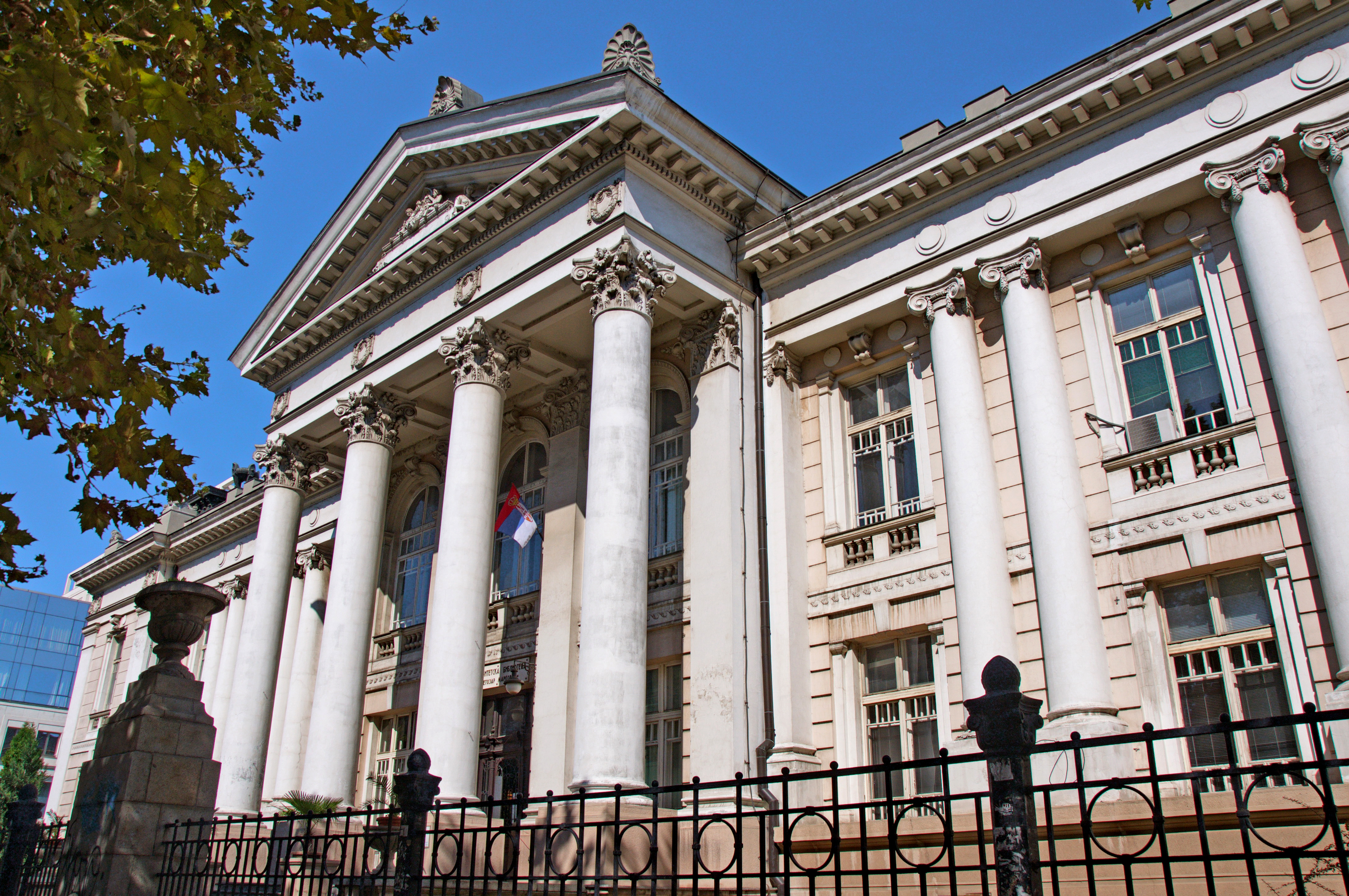
La bibliothèque universitaire Svetozar Marković.

## Autres réalisations en Serbie
Parmi les autres réalisations de Dragutin Đorđević en Serbie, on peut signaler le bâtiment du lycée de Valjevo, dessiné avec Dušan Živanović en 1906 sur le modèle du bâtiment du 3e lycée de Belgrade construit la même année, et le bâtiment du Vieux lycée à Prokuplje, conçu avec Dušan Živanović,.

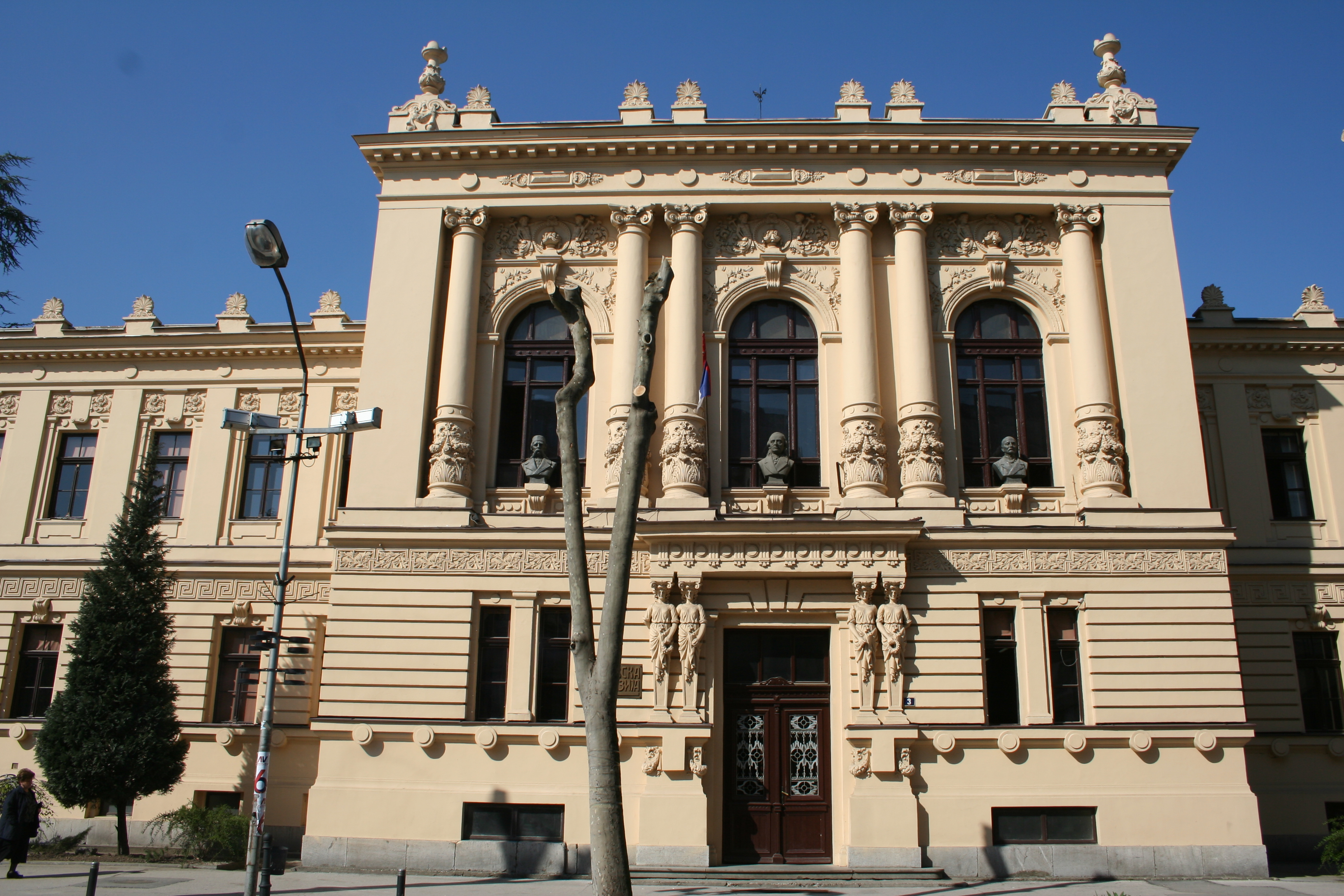
L'avancée centrale de la façade principale du lycée de Valjevo.
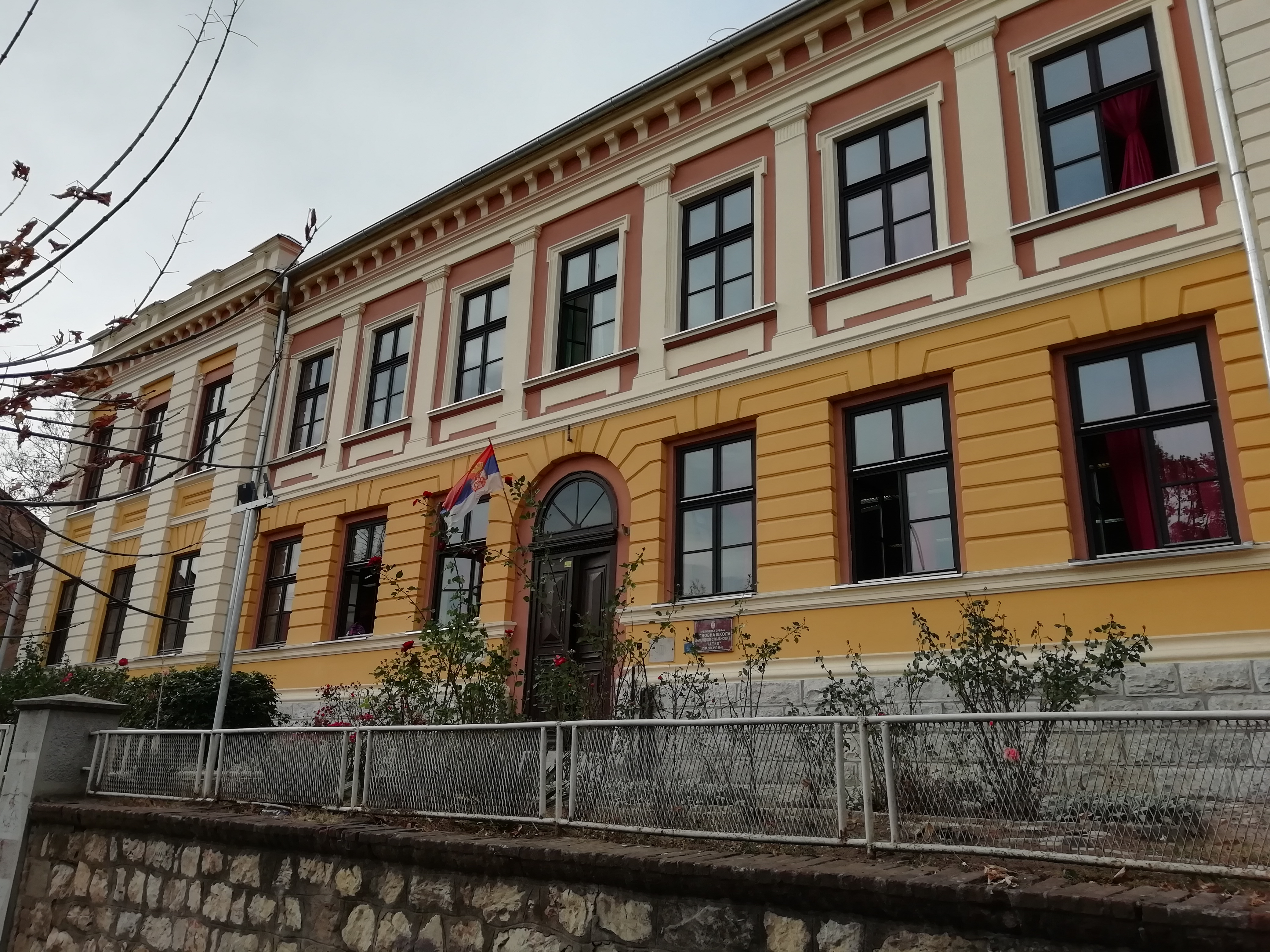
Bâtiment du Vieux lycée de Prijepolje.